# Cursorius somalensis
Cursorius somalensis е вид птица от семейство Glareolidae.

## Разпространение
Видът е разпространен в Джибути, Еритрея, Етиопия, Кения, Сомалия, Судан и Южен Судан.